# ريزدنت إيفل (لعبة فيديو)
ريزدنت إيفل (بالإنجليزية: Resident Evil)، أو كما يعرف في اليابان كـبايوهازرد (بالإنجليزية: Biohazard ؛ باليابانية: バイオハザード، بايوهزادوه؟)، هي لعبة فيديو من نوعية العاب رعب البقاء صدرت في عام 1996، وتعمل على منصات بلاي ستيشن ومايكروسوفت ويندوز وسيغا ساترن.

## القصة
أنشأ سيناريو اللعبة على أساس حدوث القصة في نفس العام وهي أن عددًا من موظفي شركة «راكوون» من فريق «برافو» ذهبوا إلى مهمة استكشافية في إحدى الغابات متوجهين الي قصر من القصور القديمة والمهجورة وهناك فقدوا الأتصال مع قاعدتهم، وسرعان ما أرسلت الشركة عملاء اخرين وهم فريق «الفا» لإيجادهم.وكان أول شيء وجدوه عند وصولهم هو المروحية الخاصة التي كانت تقل فريق برافو دون أن يكون بها أي من أعضاء فريق برافو، ثم سرعان ما وجد أحد أعضاء «الفا» عضوا من أعضاء «برافو» ميتًا، وفي تلك الأثناء يهجم أحد الكلاب المسعورة على عضو «ألفا» ويلتهم أول عضو من الفرقة، وهنا يهرب أحد أعضاء الفريق بالمروحية تاركًا البقية يواجهون مصيرهم المحتوم، ثم يهرب الأعضاء الأربعة المتبقين إلى القصر الموجود أمامهم ليلوذوا به والمتبقي منهم في هذه الأثناء:
- العميل بيري
- العميل كريس
- العميلة جيل
- الكابتن ويسكر

ويختلف طور القصة عندما يختار اللاعب أحدًا من العملاء للعب به فمثلاً تتغير بعض القصص عند اختيار كريس أو جيل:

### جيل فالنتاين
تفقد «جيل» الاتصال برفيقها في فريق الفا وهو «كريس» ويظل «بيري» يساعدها عند تقدمها خلال اللعب ولكنه يخونها في النهاية لأن الكابتن «ويسكر» أجبره على القيام بهذا الأمر (إذ انه هدده بايذاء عائلته). وتستطيع انقاذ كريس في النهاية عندما تدخل «المودسك» في كل الحواسيب الموجودة بالقصر فيفتح الباب، وتعبر ممراته، وتجد في اخر الطريق «كريس» خلف باب السجن ولا تستطيع فتحه الا عندما يفتح نظام التدمير الذاتي وعند فتحه تفتح جميع الأبواب وبعد ذلك تستطيع أخراجه وثم بعد ذلك تذهب لأول باب الذي تجده قبل أن تدخل المختبر عندها ستنتهي القصة بعد القضاء على الوحش «تايرينت 001».

### كريس ريد فيلد
يفقد أحد أعضاء الفا وهو «بيري» وللأسف لن يجده اللاعب الذي يلعب بكريس أبدا، ولكنه سيجد أحد العملاء الناجين من فريق «برافو» وهي «ريبيكا» وهي أحد أعضاء فريق برافو الذين نجوا باعجوبة من وحوش القصر، ويستطيع اللاعب مساعدة جيل بنفس الطريقة بإدخال جميع «الموديسك» في الحواسيب وإخراجها عند تشغيل نظام التدمير الذاتي ويذهب إلى الطابق الأعلى بالقصر ويحارب الوحش «تايرنت 001» وتنتهي عندها اللعبة.

## الشخصيات في اللعبة
1. شخصيات أساسية:

- كريس ريدفيلد (Chris Redfield).
- جيل فالنتاين (Jill Valentine).

1. شخصيات ثانوية

- ريبيكا شامبرس (Rebecca Chambers).
- باري بورتون (Barry Burton).
- ألبرت ويسكر (Albert Wesker).

## تطوير اللعبة

### التصميم
صُممت لعبة ريزدنت إيفل على يد فريق العمل، والذين انضموا لاحقاً إلى استوديو إنتاج كابكوم 4، استلهم ريزدنت إيفل من لعبة سويت هوم، وهي لعبة فيديو مقتبسة من الفيلم الياباني المرعب يحمل نفس العنوان، كُلف شينجي ميكامي بتصميم اللعبة تدور أحداثها في قصر مسكون مثل فيلم سويت هوم، وفي البداية كان من المفترض أن تكون اللعبة الأساسية نسخة مُعاد إنتاجها من الفيلم نفسه، اقترح المشروع توكورو فوجيوارا (مبتكر لعبة سويت هوم)، والذي كان مُرشد ميكامي ومنتج اللعبة، حيث قال فوجيوارا:
«إن الفكرة الأساسية بأنني أتمكن من القيام بالأشياء التي لم أستطع تضمينها في سويت هوم، وخاصة فيما يتعلق بالرسومات،» وأضاف «أنا واثق من أن ألعاب الرعب يُمكن أن تُصبح نوعاً قائماً بذاته، ولقد عهد إلى ميكامي، والذي كان متردداً في البداية، لأنه يكره الخوف بسبب تكوين العناصر داخل لعبة سويت هوم.»
وبما أن كابكوم والتي لم تعد تمتلك حقوق الترخيص لفيلم سويت هوم، فقد اضطر فريق التطوير لإبتكار فكرة جديدة، ولكن اللعبة لا تزال تتبنى العديد من الأدوات والعناصر، والتي كانت موجودة في لعبة سويت هوم، بما في ذلك إدارة مخزون العناصر المحدودة، وبيئة القصر والألغاز وشاشة فتح الباب في أي غرفة وإبقاء الشخصية على قيد الحياة، حيث تتميز تصميم اللعبة بتوفير مذكرات منثورة في القصر وعناصر الذي يحتاجه الشخصية مثل فتح الأقفال والولاعة والحصول على الخريطة، بالإضافة إلى استعادة الصحة وحمل السلاح لقتل الأعداء المتوحشين، وصور المروعة والوحشية.
أما توفير الأسلحة والذخائر، فهي مستلهمة من اللعبة الأمريكية القصر: الأبراج المنسية، والتي تعمل على منصة إم إس إكس، وفقاً لكاتب السيناريو كينيتشي إيواو، استلهم فكرة وجود الذخيرة محدودة من الإمدادات داخل الأبراج المحصنة العشوائية في اللعبة، أراد إيواو تطبيق فكرة أخذ المزيد من العناصر داخل اللعبة، مثل إضافة تصميم الطرقات لمواجهة آكلي لحوم البشر، بالإضافة لاقتراح عناصر أخرى تتسبب بقتل الوحوش مثل الألغام والأفخاخ، ولكنه لم يتمكن من تلبية الطلب بسبب قيود الجدول الزمني.

### الإنتاج
بدأ الإنتاج عام 1993، واستغرق تطوير اللعبة لمدة 3 سنوات، وخلال الأشهر الستة الأولى من التطوير، عمل ميكامي على اللعبة بمفرده، حيث رسم الرسومات التخطيطية، مثل الشخصيات والأماكن، وكتب أكثر من 40 صحفة من السيناريو، حيث كان المشروع مخطط له، ومن ضمنها تصميم اللعبة على جهاز سوبر فاميكوم، وكان ذلك قبل استبدال جهاز سوبر فاميكوم لجهاز بلاي ستيشن، والتي تم استبداله بالفعل سنة 1994، كان كوجي أودا يعمل على نسخة سوبر فاميكوم، وبعد عمله على لعبة سوبر غولزن غوست، وإصدار اللعبة في الأسواق سنة 1991، كشف أودا أن تصميم اللعبة على جهاز فاميكوم كانت أقرب للجحيم، وذلك قبل أن يتم نقل الجهاز فاميكوم لجهاز بلاي ستيشن، ليكون البيئة الأكثر واقعية.
== استلهم العديد من الخلفيات المُصممة مسبقاً لقصر ريزدنت إيفل من فندق ذا أوفر لوك، وهي موقع تصوير فيلم الرعب الأمريكي الشهير البريق، والتي عرضت في الصالات السينمائية عام 1980، شاهد ميكامي فيلم دان أف ذا ديد، والتي أنتجت سنة 1978، كمصدر إلهام سلبي للعبة، وصمم اللعبة في البداية كتحديث لنظام الصورة ثلاثي الأبعاد، بالكامل من منظور الشخص الأول للعبة سويت هوم، مع إمكانية الحركة وإطلاق النار على الوحش، وتم إنتاج نموذج أولي لمنظور الشخص الأول، وتميز في البداية بأسلوب الرعب الياباني خارق الطبيعة، ونفسياً مشابه للعبة سويت هوم، ولكن تغير الفكرة، واختار أسلوب الرعب مشابهاً بالرعب الأمريكي المقتبس من أفلام جورج روميرو، واكتشف ميكامي بعد مشاهدته وتجربته للعبة الفرنسية آلون إن ذا دارك، والتي أنتجت سنة 1992، مما دفعه إلى اعتماد نظام الكاميرا السينمائية ثابتة، مثل تلك اللعبة الفرنسية، قائلاً: «لولا لعبة آلون إن ذا دارك، لكانت لعبة ريزدنت إيفل تبقى طريقة اللعب بمنطور الشخص الأول.»
وكان ميكامي متردد في البداية باعتماد نظام الكاميرا الثابتة في لعبة آلون إن ذا دارك قائلاً «أثر على الإنغماس، وجعل اللعب يشعر بالمزيد من الانفصال.»
تضمن النموذج الأولي لأسلوب اللعب التعاوني، ولكنها تم حذفها في النهاية، حيث قال ميكامي «لم تكن جيدة بما يكفي من الناحية الفنية.»
تم عرض اللعبة التجريبية بمعرض في جامب "V Jump" سنة 1995 في اليابان، وتضمن نموذج أولياً لاحق بأسلوب اللعب التعاوني، ولكن ألغيت في النهاية، وعرضت اللعبة في مجلة ماكسيوم كونسول والتي تتضمن المقبرة وإصداراً مختلفاً من زعيم المقبرة النهائية، وتمت إزالتها من النسخة النهائية، لم تستخدم كابكوم أي إلتقاط حركة في اللعبة، برغم من امتلاك الاستوديو هذه الميزة، استعان رسامو فيهذالرسوم المتحركة بالكتب ومقاطع الفيديو لدراسة كيفية تحرك الشخصيات من البشر والعناكب والكلاب، والتي واجهت في اللعبة، وفي مرحلة ماقبل الإنتاج، كان من المفترض أن يكون شخصية أمريكي من أصل إفريقي يؤدي دوراً كوميدياً، بينما كان جليزر وهو رجل آلي ضخم بشخصية قوية نموذجية، واستبدلت في الإصدار الأخير لشخصيتين ريبيكا وبيري.
تم تصوير تسلسلات الفيديو الحية بالحركة الكاملة في اليابان مع طاقم من الممثلين الأمريكيين. تشارلي كراسلافسكي (كريس)، إينيز جيسونوفسكي (جيل)، جريج سميث (باري)، ليندا (ريبيكا)، إريك بيريوس (ألبرت)، وجيسون دوركي (جوزيف). جميع الإصدارات اليابانية تحتوي على أداء صوتي باللغة الإنجليزية مع ترجمة ونصوص يابانية، تم تسجيلها في استوديو تسجيل في طوكيو، وقدمها سكوت ماكولوتش (كريس، الراوي)، ليزا فاي (جيل)، باري جيردي (باري)، لين هاريس (ريبيكا، نظام التحفيز)، سيرجيو ألاركون (براد، جوزيف)، كلاي ألاركون (ريتشارد، زومبي فورست سباير، زومبيز)، دين هارينغتون (إنريكو، أصوات إضافية)، بابلو كونتز (ألبرت، راديو ترانسميشنز)، ووارد إي. سيكستون (مذيع أسماء الشخصيات والأسماء). كانت هاريس أيضًا مخرجة صوت اللعبة، واستندت في إخراجها على جعلها مستوحاة بشكل فضفاض من فجر الموتى، ذا بلوب، وذا روكي هورور بيكتشر شو. ومع ذلك، تم تسجيل أداء صوتي ياباني أيضًا ولكن لم يتم استخدامه، حيث وجد ميكامي أن جودة الأداء غير كافية. ومع ذلك، قال كبير المبرمجين ياسوهيرو أنبو لاحقًا أنه نظرًا لكون جميع موظفي التطوير يابانيين، لم يكونوا على دراية بـ "الترجمة الضعيفة" التي يبدو أنها "أعاقت واقعية وانغماس العنوان" للإصدار الدولي، والذي كان أحد أسباب إعادة الدبلجة في إعادة إنتاج عام 2002. تتميز النسخة اليابانية الأصلية لجهاز بلاي ستيشن أيضًا بموضوع ختامي صوتي، "Yume de Owarasenai..." (夢で終わらせない...، "لن أدع هذا ينتهي كحلم...")، يؤديه فنان الروك الياباني فوميتاكا فوشيغامي، وهو غير موجود في أي إصدارات أخرى من اللعبة. قال فوجيوارا إن اللعبة كانت تستهدف في الأصل جمهورًا أساسيًا، وتوقع أن تبيع حوالي 200 ألف نسخة فقط، قبل أن تحقق ملايين المبيعات.قال ميكامي إنه كان "قلقًا بعض الشيء بشأن مدى نجاح لعبة رعب". قال أنبو إن كابكوم لم تتوقع نجاحًا كبيرًا للعبة.

## وصلة خارجية
- ريزدنت إيفل على موقع IMDb (الإنجليزية)

- Resident Evil على موبي غيمز